# Hopi (album)
Hopi è il secondo album dei Moka uscito nel 2006.

## Il disco
L'album è prodotto dalla Mokadelic Dream. Registrato e mixato al Sound Club di Marino (Rm) da Ernesto Ranieri. Masterizzato presso il Cantoberon Studio di Roma da Massimiliano Nevi. Le illustrazioni dell'album sono di Susanna Campana.

## Tracce
1. Hambleceya Holowan
2. False Start
3. Panda strip pt.1
4. Bahati Grace
5. Hopi's Butterfly
6. Highway Driver Son_g
7. Cristian Is A Crazy Boy
8. Panda Strip pt.2
9. Homeless Landscapes

## Formazione

### Gruppo
- Alessio Mecozzi - chitarra
- Cristian Marras - basso
- Alberto Broccatelli - batteria
- Maurizio Mazzenga - chitarra

### Altri musicisti
- Luca Novelli - piano elettrico, chitarra, theremin
- Ernesto Ranieri - chitarra
- Man of Lakota People - preghiera